# Giải bóng đá nữ vô địch quốc gia 2011
Giải bóng đá nữ vô địch quốc gia 2011 (Tên chính thức là: Giải bóng đá nữ vô địch quốc gia - Cúp Vinatex 2011, đặt tên theo nhà tài trợ) là giải đấu bóng đá lần thứ 14 của Giải vô địch bóng đá nữ Việt Nam do VFF tổ chức và Tập đoàn dệt may Việt Nam (Vinatex) tài trợ. Giải bóng đá nữ Vô địch Quốc gia 2011 với sự tham dự của 6 đội bóng gồm: Hà Nội Tràng An 1, Hà Nội Tràng An II, Phong Phú Hà Nam, Than Khoáng sản Việt Nam, Thành phố Hồ Chí Minh và Gang thép Thái Nguyên, Giải bóng đá nữ Vô địch Quốc gia 2011 sẽ chính thức khởi tranh vào ngày 9/4/2011. Nhằm tạo điều kiện thi đấu nhiều hơn cho các cầu thủ, Ban tổ chức giải tiếp tục áp dụng phương thức thi đấu vòng tròn 2 lượt để tính điểm xếp hạng. Theo lịch thi đấu, các trận lượt đi sẽ diễn ra từ ngày 9/4 đến ngày 27/4/2011. Còn các trận lượt về sẽ khởi động vào ngày 2/7 và kết thúc vào ngày 20/7/2011.

## Địa điểm thi đấu
Ban đầu Lạng Sơn xin đăng cai tổ chức giải nhưng gặp khó khăn về mặt sân bãi. Sau đó Hà Nam được chọn đăng cai tổ chức cho cả lượt đi và về. Do đó tất cả các trận đấu đều diễn ra tại Sân vận động Hà Nam, Thành phố Phủ Lý, Tỉnh Hà Nam.

## Thông tin giải đấu
- Giải năm nay có 6 đội tham dự giải bao gồm:Tp.Hồ Chí Minh,Hà Nội Tràng An 1,Hà Nội Tràng An 2,TKS Việt Nam,Phong Phú Hà Nam,Gang Thép Thái Nguyên.
- Do giải đấu năm nay gặp khó khăn trong việc tìm nhà tài trợ nên VFF đã hỗ trợ các đội bóng tham dự giải[5].
- Ngày 15 tháng 3 năm 2011 đã tổ chức buổi lễ công bố điều lệ và bốc thăm xếp lịch thi đấu [6].
- Ngày 20 tháng 4 năm 2011Tập đoàn dệt may Việt Nam trở thành nhà tài trợ chính thức của giải và tên chính thức của giải là Giải bóng đá nữ VĐQG - Vinatex 2011[7]

## Cách tính điểm, xếp hạng
- Đội thắng: 3 điểm
- Đội hoà: 1 điểm
- Đội thua: 0 điểm

Tính tổng số điểm của các Đội đạt được để xếp thứ hạng.
- Nếu có từ 2 đội trở lên bằng điểm nhau, trước hết sẽ tính kết quả các trận đấu giữa các đội đó với nhau theo thứ tự: số điểm; hiệu số bàn thắng-bàn thua; số bàn thắng. Nếu các chỉ số này vẫn bằng nhau thì tiếp tục xét các chỉ số của toàn bộ các trận đấu trong giải theo thứ tự: Hiệu số của tổng số bàn thắng- tổng số bàn thua; tổng số bàn thắng. Nếu vẫn bằng nhau sẽ tổ chức bốc thăm để xác định đội xếp trên.

## Giải thưởng
- Đội Nhất: Cúp, cờ, HCV và 150 triệu đồng
- Đội xếp thứ Nhì: Cờ, HCB và giải thưởng 100 triệu đồng
- Đội xếp thứ Ba: Cờ, HCĐ và giải thưởng 50 triệu đồng
- Giải phong cách: Cờ và giải thưởng 10 triệu đồng
- Cầu thủ xuất sắc nhất giải: 5 triệu đồng
- Thủ môn xuất sắc nhất giải: 5 triệu đồng
- Cầu thủ ghi nhiều bàn thắng nhất: 5 triệu đồng.[1]

## Bảng xếp hạng

### Bảng tổng sắp
| 1 | Hà Nội Tràng An 1     | 10 | 6 | 3 | 1 | 16 | 6  | 21 |
| 2 | Phong Phú Hà Nam      | 10 | 6 | 1 | 3 | 14 | 6  | 19 |
| 3 | Tp.Hồ Chí Minh        | 10 | 5 | 4 | 1 | 10 | 4  | 19 |
| 4 | TKS Việt Nam          | 10 | 2 | 7 | 1 | 10 | 6  | 13 |
| 5 | Gang Thép Thái Nguyên | 10 | 1 | 1 | 8 | 2  | 18 | 4  |
| 6 | Hà Nội Tràng An 2     | 10 | 0 | 4 | 6 | 5  | 17 | 4  |

## Lịch thi đấu và kết quả chi tiết

### Lượt đi
| Lượt đi    | Lượt đi               | Lượt đi | Lượt đi               | Lượt đi |
| ---------- | --------------------- | ------- | --------------------- | ------- |
| Ngày       | Đội                   | Tỷ số   | Đội                   |         |
| 9 tháng 4  | Phong Phú Hà Nam      | 2-0     | Tp.Hồ Chí Minh        |         |
| 10 tháng 4 | Gang Thép Thái Nguyên | 0-1     | TKS Việt Nam          |         |
| 11 tháng 4 | Hà Nội Tràng An 2     | 0-4     | Hà Nội Tràng An 1     |         |
| 13 tháng 4 | Gang Thép Thái Nguyên | 0-3     | Phong Phú Hà Nam      |         |
| 14 tháng 4 | Hà Nội Tràng An 2     | 1-1     | Tp.Hồ Chí Minh        |         |
| 15 tháng 4 | TKS Việt Nam          | 1-1     | Hà Nội Tràng An 1     |         |
| 17 tháng 4 | Phong Phú Hà Nam      | 2-0     | Hà Nội Tràng An 2     |         |
| 18 tháng 4 | Tp.Hồ Chí Minh        | 0-0     | TKS Việt Nam          |         |
| 19 tháng 4 | Hà Nội Tràng An 1     | 1-0     | Gang Thép Thái Nguyên |         |
| 21 tháng 4 | TKS Việt Nam          | 1-1     | Hà Nội Tràng An 2     |         |
| 22 tháng 4 | Gang Thép Thái Nguyên | 0-1     | Tp.Hồ Chí Minh        |         |
| 23 tháng 4 | Hà Nội Tràng An 1     | 2-1     | Phong Phú Hà Nam      |         |
| 25 tháng 4 | Hà Nội Tràng An 2     | 0-0     | Gang Thép Thái Nguyên |         |
| 26 tháng 4 | Tp.Hồ Chí Minh        | 1-0     | Hà Nội Tràng An 1     |         |
| 27 tháng 4 | Phong Phú Hà Nam      | 0-0     | TKS Việt Nam          |         |

### Lượt về
| Lượt về    | Lượt về               | Lượt về | Lượt về               | Lượt về |
| ---------- | --------------------- | ------- | --------------------- | ------- |
| Ngày       | Đội                   | Tỷ số   | Đội                   |         |
| 2 tháng 7  | Phong Phú Hà Nam      | 2-1     | TKS Việt Nam          |         |
| 3 tháng 7  | Hà Nội Tràng An 1     | 3-1     | Hà Nội Tràng An 2     |         |
| 4 tháng 7  | Gang Thép Thái Nguyên | 0-2     | Tp.Hồ Chí Minh        |         |
| 6 tháng 7  | Hà Nội Tràng An 1     | 1-0     | Phong Phú Hà Nam      |         |
| 7 tháng 7  | Gang Thép Thái Nguyên | 0-4     | TKS Việt Nam          |         |
| 8 tháng 7  | Hà Nội Tràng An 2     | 0-2     | Tp.Hồ Chí Minh        |         |
| 10 tháng 7 | Phong Phú Hà Nam      | 3-0     | Gang Thép Thái Nguyên |         |
| 11 tháng 7 | Tp.Hồ Chí Minh        | 1-1     | Hà Nội Tràng An 1     |         |
| 12 tháng 7 | TKS Việt Nam          | 0-0     | Hà Nội Tràng An 2     |         |
| 14 tháng 7 | Hà Nội Tràng An 2     | 1-2     | Gang Thép Thái Nguyên |         |
| 15 tháng 7 | Hà Nội Tràng An 1     | 1-1     | TKS Việt Nam          |         |
| 16 tháng 7 | Tp.Hồ Chí Minh        | 2-0     | Phong Phú Hà Nam      |         |
| 18 tháng 7 | Gang Thép Thái Nguyên | 0-2     | Hà Nội Tràng An 1     |         |
| 19 tháng 7 | TKS Việt Nam          | 0-0     | Tp.Hồ Chí Minh        |         |
| 20 tháng 7 | Phong Phú Hà Nam      | 1-0     | Hà Nội Tràng An 2     |         |

## Kết quả tổng hợp
- Đội vô địch:Hà Nội Tràng An 1
- Đội hạng nhì:Phong Phú Hà Nam
- Đội thứ ba:Tp.Hồ Chí Minh
- Giải phong cách:Phong Phú Hà Nam
- Cầu thủ xuất sắc nhất:Nguyễn Thị Kim Tiến (16, Hà Nội Tràng An 1)
- Cầu thủ ghi nhiều bàn thắng nhất:Nguyễn Thị Hòa (14, Hà Nội Tràng An 1, 4 bàn)
- Thủ môn xuất sắc nhất:Đặng Thị Kiều Trinh (34, Tp.Hồ Chí Minh).